# Saison 2019 du Minnesota United FC
Maillots
Chronologie
Saison précédente Saison suivante
La saison 2019 du Minnesota United est la troisième saison en Major League Soccer (D1 nord-américaine) de l'histoire de la franchise. 

## Préparation d'avant-saison
La saison 2019 du Minnesota United débute officiellement le lundi 21 janvier 2019 avec la reprise de l'entraînement au National Sports Center,.

## Transferts
| Nom                | Nationalité | Poste     | Transfert                                                                       | Provenance/Destination    | Division            |
| ------------------ | ----------- | --------- | ------------------------------------------------------------------------------- | ------------------------- | ------------------- |
| Arrivées           |             |           |                                                                                 |                           |                     |
| Ján Greguš         | Slovaquie   | Milieu    | Transfert                                                                       | FC Copenhague             | Superliga           |
| Osvaldo Alonso     | Cuba        | Milieu    | Fin de contrat (libre)                                                          | Sounders de Seattle       | Major League Soccer |
| Dayne St. Clair    | Canada      | Gardien   | 7e choix de la MLS SuperDraft,                                                  | Terrapins du Maryland     | NCAA                |
| Chase Gasper       | États-Unis  | Défenseur | 15e choix de la MLS SuperDraft (contrat signé le 16/02/19)                      | Terrapins du Maryland     | NCAA                |
| Hassani Dotson     | États-Unis  | Milieu    | 31e choix de la MLS SuperDraft (contrat signé le 16/02/19)                      | Beavers d'Oregon State    | NCAA                |
| Ike Opara          | États-Unis  | Défenseur | Échange contre 900 000 $ d'allocation ciblée                                    | Sporting Kansas City      | Major League Soccer |
| Vito Mannone       | Italie      | Gardien   | Prêt                                                                            | Reading FC                | Championship        |
| Ally Ng'anzi       | Tanzanie    | Milieu    | Prêt                                                                            | MFK Vyškov                | MSFL                |
| Lawrence Olum      | Kenya       | Milieu    | Fin de contrat (libre)                                                          | Timbers de Portland       | Major League Soccer |
| Robin Lod          | Finlande    | Milieu    | Transfert                                                                       | Sporting de Gijón         | Segunda División    |
| Wilfried Moimbé    | France      | Défenseur | Fin de contrat (libre)                                                          | AS Nancy-Lorraine         | Ligue 2             |
| Thomás Chacón      | Uruguay     | Milieu    | Transfert                                                                       | Danubio FC                | Primera División    |
| Départs            |             |           |                                                                                 |                           |                     |
| Fernando Bob       | Brésil      | Milieu    | Option non activée,                                                             |                           |                     |
| Marc Burch         | États-Unis  | Défenseur | Option non activée,                                                             | Memphis 901               | USL Championship    |
| Ibson              | Brésil      | Milieu    | Option non activée,                                                             | Tombense FC               | Série C             |
| Alex Kapp          | États-Unis  | Gardien   | Option non activée,                                                             |                           |                     |
| Matt Lampson       | États-Unis  | Gardien   | Option non activée,                                                             | Galaxy de Los Angeles     | Major League Soccer |
| Bertrand Owundi    | Cameroun    | Défenseur | Option non activée,                                                             | Forge FC                  | PLCan               |
| Frantz Pangop      | Cameroun    | Milieu    | Option non activée,                                                             | SC Rheindorf Altach       | Bundesliga          |
| Jérôme Thiesson    | Suisse      | Défenseur | Option non activée,                                                             | FC Rapperswil-Jona        | Challenge League    |
| Collen Warner      | États-Unis  | Milieu    | Option non activée,                                                             | FC Helsingør              | 1. Division         |
| Harrison Heath     | Angleterre  | Milieu    | Fin de contrat,                                                                 | Miami FC                  | NPSL                |
| Johan Venegas      | Costa Rica  | Milieu    | Fin de contrat,                                                                 | Deportivo Saprissa        | Primera División    |
| Luiz Fernando      | Brésil      | Milieu    | Retour de prêt,                                                                 | Fluminense FC             | Série A             |
| Alexi Gómez        | Pérou       | Milieu    | Retour de prêt,                                                                 | Universitario de Deportes | Liga 1              |
| Sam Cronin         | États-Unis  | Milieu    | Rupture de contrat                                                              | Retraite                  | Retraite            |
| Ally Ng'anzi       | Tanzanie    | Milieu    | Prêt                                                                            | Forward Madison           | USL League One      |
| Carter Manley      | États-Unis  | Défenseur | Prêt                                                                            | Forward Madison           | USL League One      |
| Dayne St. Clair    | Canada      | Gardien   | Prêt                                                                            | Forward Madison           | USL League One      |
| Mason Toye         | États-Unis  | Attaquant | Prêt                                                                            | Forward Madison           | USL League One      |
| Wyatt Omsberg      | États-Unis  | Défenseur | Prêt                                                                            | Forward Madison           | USL League One      |
| Collin Martin      | États-Unis  | Milieu    | Prêt                                                                            | Athletic de Hartford      | USL Championship    |
| Francisco Calvo    | Costa Rica  | Défenseur | Échange contre 200 000 $ d'allocation ciblée et 200 000 $ d'allocation générale | Fire de Chicago           | Major League Soccer |
| Romario Ibarra     | Équateur    | Milieu    | Prêt                                                                            | CF Pachuca                | Liga MX             |
| Eric Miller        | États-Unis  | Défenseur | Échange contre 50 000 $ d'allocation générale                                   | New York City FC          | Major League Soccer |
| Bobby Shuttleworth | États-Unis  | Gardien   | Prêt                                                                            | Republic de Sacramento    | USL Championship    |

## Compétitions
| Major League Soccer                                       | Séries éliminatoires                               | US Open Cup                        |
| --------------------------------------------------------- | -------------------------------------------------- | ---------------------------------- |
| Conférence Ouest : Quatrième — Total : Septième 53 points | Premier tour contre le Galaxy de Los Angeles (1-2) | Finale contre Atlanta United (2-1) |
| 15V 8N 11D                                                | 0V 0N 1D                                           | 4V 0N 1D                           |
| TOTAL : 19V 8N 13D                                        |                                                    |                                    |

### Major League Soccer
| Match 1     | Whitecaps de Vancouver | 2 - 3   | Minnesota United                            |                                                                                           |                                                                                           |
| 2 mars 2019 | Godoy 6e Henry 81e     | (1 - 2) | 37e (pen.) Quintero 45e R. Ibarra 66e Calvo | BC Place, Vancouver, Colombie-Britannique Spectateurs : 27 837 Arbitrage : Rubiel Vazquez | BC Place, Vancouver, Colombie-Britannique Spectateurs : 27 837 Arbitrage : Rubiel Vazquez |
| 2 mars 2019 | Rapport                |         |                                             | BC Place, Vancouver, Colombie-Britannique Spectateurs : 27 837 Arbitrage : Rubiel Vazquez | BC Place, Vancouver, Colombie-Britannique Spectateurs : 27 837 Arbitrage : Rubiel Vazquez |

| Match 2     | Earthquakes de San José | 0 - 3   | Minnesota United                                     |                                                                                         |                                                                                         |
| 9 mars 2019 |                         | (0 - 0) | 49e (pen.) Quintero 52e M. Ibarra 75e (csc) Cummings | Avaya Stadium, San José, Californie Spectateurs : 16 411 Arbitrage : Marcos de Oliveira | Avaya Stadium, San José, Californie Spectateurs : 16 411 Arbitrage : Marcos de Oliveira |
| 9 mars 2019 | Rapport                 |         |                                                      | Avaya Stadium, San José, Californie Spectateurs : 16 411 Arbitrage : Marcos de Oliveira | Avaya Stadium, San José, Californie Spectateurs : 16 411 Arbitrage : Marcos de Oliveira |

| Match 3      | Galaxy de Los Angeles                         | 3 - 2   | Minnesota United         |                                                                                              |                                                                                              |
| 16 mars 2019 | dos Santos 36e (pen.) Pontius 41e Lletget 81e | (2 - 0) | 75e Greguš 87e Rodríguez | Dignity Health Sports Park, Carson, Californie Spectateurs : 21 177 Arbitrage : Jair Marrufo | Dignity Health Sports Park, Carson, Californie Spectateurs : 21 177 Arbitrage : Jair Marrufo |
| 16 mars 2019 | Rapport                                       |         |                          | Dignity Health Sports Park, Carson, Californie Spectateurs : 21 177 Arbitrage : Jair Marrufo | Dignity Health Sports Park, Carson, Californie Spectateurs : 21 177 Arbitrage : Jair Marrufo |

| Match 4      | Revolution de la Nouvelle-Angleterre | 2 - 1   | Minnesota United    |                                                                                            |                                                                                            |
| 30 mars 2019 | Anibaba 10e Bye 62e                  | (1 - 1) | 26e (pen.) Quintero | Gillette Stadium, Foxborough, Massachusetts Spectateurs : 10 657 Arbitrage : Allen Chapman | Gillette Stadium, Foxborough, Massachusetts Spectateurs : 10 657 Arbitrage : Allen Chapman |
| 30 mars 2019 | Rapport                              |         |                     | Gillette Stadium, Foxborough, Massachusetts Spectateurs : 10 657 Arbitrage : Allen Chapman | Gillette Stadium, Foxborough, Massachusetts Spectateurs : 10 657 Arbitrage : Allen Chapman |

| Match 5      | Red Bulls de New York | 1 - 2   | Minnesota United          |                                                                                        |                                                                                        |
| 6 avril 2019 | Cásseres 70e          | (0 - 1) | 34e Danladi 50e R. Ibarra | Red Bull Arena, Harrison, New Jersey Spectateurs : 15 706 Arbitrage : Joseph Dickerson | Red Bull Arena, Harrison, New Jersey Spectateurs : 15 706 Arbitrage : Joseph Dickerson |
| 6 avril 2019 | Rapport               |         |                           | Red Bull Arena, Harrison, New Jersey Spectateurs : 15 706 Arbitrage : Joseph Dickerson | Red Bull Arena, Harrison, New Jersey Spectateurs : 15 706 Arbitrage : Joseph Dickerson |

| Match 6       | Minnesota United                           | 3 - 3   | New York City FC                       |                                                                                  |                                                                                  |
| 13 avril 2019 | Alonso 12e Rodríguez 20e Johnson 32e (csc) | (3 - 2) | 16e Castellanos 18e 64e Tajouri-Shradi | Allianz Field, Saint Paul, Minnesota Spectateurs : 19 796 Arbitrage : Alan Kelly | Allianz Field, Saint Paul, Minnesota Spectateurs : 19 796 Arbitrage : Alan Kelly |
| 13 avril 2019 | Rapport                                    |         |                                        | Allianz Field, Saint Paul, Minnesota Spectateurs : 19 796 Arbitrage : Alan Kelly | Allianz Field, Saint Paul, Minnesota Spectateurs : 19 796 Arbitrage : Alan Kelly |

| Match 7       | Toronto FC                       | 4 - 3   | Minnesota United                      |                                                                            |                                                                            |
| 19 avril 2019 | Pozuelo 28e 30e Hamilton 77e 79e | (2 - 1) | 17e 70e (pen.) Quintero 57e Rodríguez | BMO Field, Toronto, Ontario Spectateurs : 22 651 Arbitrage : Ismail Elfath | BMO Field, Toronto, Ontario Spectateurs : 22 651 Arbitrage : Ismail Elfath |
| 19 avril 2019 | Rapport                          |         |                                       | BMO Field, Toronto, Ontario Spectateurs : 22 651 Arbitrage : Ismail Elfath | BMO Field, Toronto, Ontario Spectateurs : 22 651 Arbitrage : Ismail Elfath |

| Match 8       | Minnesota United | 0 - 0   | Galaxy de Los Angeles |                                                                                   |                                                                                   |
| 24 avril 2019 |                  | (0 - 0) |                       | Allianz Field, Saint Paul, Minnesota Spectateurs : 19 779 Arbitrage : Chris Penso | Allianz Field, Saint Paul, Minnesota Spectateurs : 19 779 Arbitrage : Chris Penso |
| 24 avril 2019 | Rapport          |         |                       | Allianz Field, Saint Paul, Minnesota Spectateurs : 19 779 Arbitrage : Chris Penso | Allianz Field, Saint Paul, Minnesota Spectateurs : 19 779 Arbitrage : Chris Penso |

| Match 9       | Minnesota United | 1 - 0   | D.C. United |                                                                                    |                                                                                    |
| 28 avril 2019 | Rodríguez 82e    | (0 - 0) |             | Allianz Field, Saint Paul, Minnesota Spectateurs : 19 620 Arbitrage : Nima Saghafi | Allianz Field, Saint Paul, Minnesota Spectateurs : 19 620 Arbitrage : Nima Saghafi |
| 28 avril 2019 | Rapport          |         |             | Allianz Field, Saint Paul, Minnesota Spectateurs : 19 620 Arbitrage : Nima Saghafi | Allianz Field, Saint Paul, Minnesota Spectateurs : 19 620 Arbitrage : Nima Saghafi |

| Match 10   | Minnesota United | 1 - 1   | Sounders de Seattle |                                                                                    |                                                                                    |
| 4 mai 2019 | Opara 26e        | (1 - 1) | 42e Roldan          | Allianz Field, Saint Paul, Minnesota Spectateurs : 19 832 Arbitrage : Timothy Ford | Allianz Field, Saint Paul, Minnesota Spectateurs : 19 832 Arbitrage : Timothy Ford |
| 4 mai 2019 | Rapport          |         |                     | Allianz Field, Saint Paul, Minnesota Spectateurs : 19 832 Arbitrage : Timothy Ford | Allianz Field, Saint Paul, Minnesota Spectateurs : 19 832 Arbitrage : Timothy Ford |

| Match 11    | Fire de Chicago      | 2 - 0   | Minnesota United |                                                                                            |                                                                                            |
| 11 mai 2019 | Gaitán 21e Katai 34e | (2 - 0) |                  | SeatGeek Stadium, Bridgeview, Illinois Spectateurs : 11 531 Arbitrage : Marcos de Oliveira | SeatGeek Stadium, Bridgeview, Illinois Spectateurs : 11 531 Arbitrage : Marcos de Oliveira |
| 11 mai 2019 | Rapport              |         |                  | SeatGeek Stadium, Bridgeview, Illinois Spectateurs : 11 531 Arbitrage : Marcos de Oliveira | SeatGeek Stadium, Bridgeview, Illinois Spectateurs : 11 531 Arbitrage : Marcos de Oliveira |

| Match 12    | Minnesota United | 1 - 0   | Crew de Columbus |                                                                                    |                                                                                    |
| 18 mai 2019 | Finlay 70e       | (0 - 0) |                  | Allianz Field, Saint Paul, Minnesota Spectateurs : 19 600 Arbitrage : David Gantar | Allianz Field, Saint Paul, Minnesota Spectateurs : 19 600 Arbitrage : David Gantar |
| 18 mai 2019 | Rapport          |         |                  | Allianz Field, Saint Paul, Minnesota Spectateurs : 19 600 Arbitrage : David Gantar | Allianz Field, Saint Paul, Minnesota Spectateurs : 19 600 Arbitrage : David Gantar |

| Match 13    | Minnesota United | 1 - 0   | Dynamo de Houston |                                                                                        |                                                                                        |
| 25 mai 2019 | Métanire 20e     | (1 - 0) |                   | Allianz Field, Saint Paul, Minnesota Spectateurs : 19 701 Arbitrage : Joseph Dickerson | Allianz Field, Saint Paul, Minnesota Spectateurs : 19 701 Arbitrage : Joseph Dickerson |
| 25 mai 2019 | Rapport          |         |                   | Allianz Field, Saint Paul, Minnesota Spectateurs : 19 701 Arbitrage : Joseph Dickerson | Allianz Field, Saint Paul, Minnesota Spectateurs : 19 701 Arbitrage : Joseph Dickerson |

| Match 14    | Atlanta United                   | 3 - 0   | Minnesota United |                                                                                         |                                                                                         |
| 29 mai 2019 | Escobar 23e Martínez 90+1e 90+4e | (1 - 0) |                  | Mercedes-Benz Stadium, Atlanta, Géorgie Spectateurs : 42 703 Arbitrage : Alex Chilowicz | Mercedes-Benz Stadium, Atlanta, Géorgie Spectateurs : 42 703 Arbitrage : Alex Chilowicz |
| 29 mai 2019 | Rapport                          |         |                  | Mercedes-Benz Stadium, Atlanta, Géorgie Spectateurs : 42 703 Arbitrage : Alex Chilowicz | Mercedes-Benz Stadium, Atlanta, Géorgie Spectateurs : 42 703 Arbitrage : Alex Chilowicz |

| Match 15    | Minnesota United      | 2 - 3   | Union de Philadelphie                         |                                                                                     |                                                                                     |
| 2 juin 2019 | Dotson 28e Molino 77e | (1 - 2) | 18e (pen.) Monteiro 44e Medunjanin 86e Trusty | Allianz Field, Saint Paul, Minnesota Spectateurs : 19 738 Arbitrage : Allen Chapman | Allianz Field, Saint Paul, Minnesota Spectateurs : 19 738 Arbitrage : Allen Chapman |
| 2 juin 2019 | Rapport               |         |                                               | Allianz Field, Saint Paul, Minnesota Spectateurs : 19 738 Arbitrage : Allen Chapman | Allianz Field, Saint Paul, Minnesota Spectateurs : 19 738 Arbitrage : Allen Chapman |

| Match 16    | Rapids du Colorado | 1 - 0   | Minnesota United |                                                                                                   |                                                                                                   |
| 8 juin 2019 | Kamara 29e         | (1 - 0) |                  | Dick's Sporting Goods Park, Commerce City, Colorado Spectateurs : 14 160 Arbitrage : Ramy Touchan | Dick's Sporting Goods Park, Commerce City, Colorado Spectateurs : 14 160 Arbitrage : Ramy Touchan |
| 8 juin 2019 | Rapport            |         |                  | Dick's Sporting Goods Park, Commerce City, Colorado Spectateurs : 14 160 Arbitrage : Ramy Touchan | Dick's Sporting Goods Park, Commerce City, Colorado Spectateurs : 14 160 Arbitrage : Ramy Touchan |

| Match 17     | Minnesota United                                                         | 7 - 1   | FC Cincinnati |                                                                                        |                                                                                        |
| 29 juin 2019 | Opara 18e 70e Dotson 23e Rodríguez 30e M. Ibarra 43e Toye 75e Molino 87e | (4 - 0) | 59e Ledesma   | Allianz Field, Saint Paul, Minnesota Spectateurs : 19 778 Arbitrage : Joseph Dickerson | Allianz Field, Saint Paul, Minnesota Spectateurs : 19 778 Arbitrage : Joseph Dickerson |
| 29 juin 2019 | Rapport                                                                  |         |               | Allianz Field, Saint Paul, Minnesota Spectateurs : 19 778 Arbitrage : Joseph Dickerson | Allianz Field, Saint Paul, Minnesota Spectateurs : 19 778 Arbitrage : Joseph Dickerson |

| Match 18       | Minnesota United                    | 3 - 1   | Earthquakes de San José |                                                                                          |                                                                                          |
| 3 juillet 2019 | Quintero 5e Boxall 52e Molino 90+2e | (1 - 1) | 45+2e Thompson          | Allianz Field, Saint Paul, Minnesota Spectateurs : 19 653 Arbitrage : Marcos de Oliveira | Allianz Field, Saint Paul, Minnesota Spectateurs : 19 653 Arbitrage : Marcos de Oliveira |
| 3 juillet 2019 | Rapport                             |         |                         | Allianz Field, Saint Paul, Minnesota Spectateurs : 19 653 Arbitrage : Marcos de Oliveira | Allianz Field, Saint Paul, Minnesota Spectateurs : 19 653 Arbitrage : Marcos de Oliveira |

| Match 19       | Impact de Montréal            | 2 - 3   | Minnesota United                |                                                                            |                                                                            |
| 6 juillet 2019 | Jackson-Hamel 1re Camacho 13e | (2 - 2) | 9e 47e Toye 45+2e (pen.) Finlay | Stade Saputo, Montréal, Québec Spectateurs : 16 796 Arbitrage : Alan Kelly | Stade Saputo, Montréal, Québec Spectateurs : 16 796 Arbitrage : Alan Kelly |
| 6 juillet 2019 | Rapport                       |         |                                 | Stade Saputo, Montréal, Québec Spectateurs : 16 796 Arbitrage : Alan Kelly | Stade Saputo, Montréal, Québec Spectateurs : 16 796 Arbitrage : Alan Kelly |

| Match 20        | Minnesota United | 1 - 0   | FC Dallas |                                                                                        |                                                                                        |
| 13 juillet 2019 | Toye 90+1e       | (0 - 0) |           | Allianz Field, Saint Paul, Minnesota Spectateurs : 19 906 Arbitrage : Baldomero Toledo | Allianz Field, Saint Paul, Minnesota Spectateurs : 19 906 Arbitrage : Baldomero Toledo |
| 13 juillet 2019 | Rapport          |         |           | Allianz Field, Saint Paul, Minnesota Spectateurs : 19 906 Arbitrage : Baldomero Toledo | Allianz Field, Saint Paul, Minnesota Spectateurs : 19 906 Arbitrage : Baldomero Toledo |

| Match 21        | Real Salt Lake | 1 - 1   | Minnesota United |                                                                              |                                                                              |
| 20 juillet 2019 | Silva 70e      | (0 - 0) | 57e Quintero     | Rio Tinto Stadium, Sandy, Utah Spectateurs : 16 992 Arbitrage : David Gantar | Rio Tinto Stadium, Sandy, Utah Spectateurs : 16 992 Arbitrage : David Gantar |
| 20 juillet 2019 | Rapport        |         |                  | Rio Tinto Stadium, Sandy, Utah Spectateurs : 16 992 Arbitrage : David Gantar | Rio Tinto Stadium, Sandy, Utah Spectateurs : 16 992 Arbitrage : David Gantar |

| Match 22        | Minnesota United | 0 - 0   | Whitecaps de Vancouver |                                                                                          |                                                                                          |
| 27 juillet 2019 |                  | (0 - 0) |                        | Allianz Field, Saint Paul, Minnesota Spectateurs : 19 845 Arbitrage : Armando Villarreal | Allianz Field, Saint Paul, Minnesota Spectateurs : 19 845 Arbitrage : Armando Villarreal |
| 27 juillet 2019 | Rapport          |         |                        | Allianz Field, Saint Paul, Minnesota Spectateurs : 19 845 Arbitrage : Armando Villarreal | Allianz Field, Saint Paul, Minnesota Spectateurs : 19 845 Arbitrage : Armando Villarreal |

| Match 23    | Minnesota United    | 1 - 0   | Timbers de Portland |                                                                                   |                                                                                   |
| 4 août 2019 | Finlay 90+2e (pen.) | (0 - 0) |                     | Allianz Field, Saint Paul, Minnesota Spectateurs : 19 726 Arbitrage : Chris Penso | Allianz Field, Saint Paul, Minnesota Spectateurs : 19 726 Arbitrage : Chris Penso |
| 4 août 2019 | Rapport             |         |                     | Allianz Field, Saint Paul, Minnesota Spectateurs : 19 726 Arbitrage : Chris Penso | Allianz Field, Saint Paul, Minnesota Spectateurs : 19 726 Arbitrage : Chris Penso |

| Match 24     | FC Dallas                                                   | 5 - 3   | Minnesota United          |                                                                               |                                                                               |
| 10 août 2019 | Hollingshead 28e Mosquera 32e Cannon 45e Servania 85e 90+3e | (3 - 2) | 11e 41e Finlay 73e Dotson | Toyota Stadium, Frisco, Texas Spectateurs : 15 168 Arbitrage : Alex Chilowicz | Toyota Stadium, Frisco, Texas Spectateurs : 15 168 Arbitrage : Alex Chilowicz |
| 10 août 2019 | Rapport                                                     |         |                           | Toyota Stadium, Frisco, Texas Spectateurs : 15 168 Arbitrage : Alex Chilowicz | Toyota Stadium, Frisco, Texas Spectateurs : 15 168 Arbitrage : Alex Chilowicz |

| Match 25     | Minnesota United | 1 - 0   | Rapids du Colorado |                                                                                    |                                                                                    |
| 14 août 2019 | Quintero 39e     | (1 - 0) |                    | Allianz Field, Saint Paul, Minnesota Spectateurs : 19 629 Arbitrage : Drew Fischer | Allianz Field, Saint Paul, Minnesota Spectateurs : 19 629 Arbitrage : Drew Fischer |
| 14 août 2019 | Rapport          |         |                    | Allianz Field, Saint Paul, Minnesota Spectateurs : 19 629 Arbitrage : Drew Fischer | Allianz Field, Saint Paul, Minnesota Spectateurs : 19 629 Arbitrage : Drew Fischer |

| Match 26     | Minnesota United | 1 - 1   | Orlando City    |                                                                                    |                                                                                    |
| 17 août 2019 | Danladi 90+2e    | (0 - 0) | 70e (pen.) Nani | Allianz Field, Saint Paul, Minnesota Spectateurs : 19 738 Arbitrage : Jair Marrufo | Allianz Field, Saint Paul, Minnesota Spectateurs : 19 738 Arbitrage : Jair Marrufo |
| 17 août 2019 | Rapport          |         |                 | Allianz Field, Saint Paul, Minnesota Spectateurs : 19 738 Arbitrage : Jair Marrufo | Allianz Field, Saint Paul, Minnesota Spectateurs : 19 738 Arbitrage : Jair Marrufo |

| Match 27     | Sporting Kansas City | 1 - 0   | Minnesota United |                                                                                            |                                                                                            |
| 22 août 2019 | Hurtado 88e          | (0 - 0) |                  | Children's Mercy Park, Kansas City, Kansas Spectateurs : 17 083 Arbitrage : Rubiel Vazquez | Children's Mercy Park, Kansas City, Kansas Spectateurs : 17 083 Arbitrage : Rubiel Vazquez |
| 22 août 2019 | Rapport              |         |                  | Children's Mercy Park, Kansas City, Kansas Spectateurs : 17 083 Arbitrage : Rubiel Vazquez | Children's Mercy Park, Kansas City, Kansas Spectateurs : 17 083 Arbitrage : Rubiel Vazquez |

| Match 28           | Los Angeles FC | 0 - 2   | Minnesota United | | |
| 1er septembre 2019 |                | (0 - 2) | 25e 29e Toye     | Banc of California Stadium, Los Angeles, Californie Spectateurs : 22 143 Arbitrage : Armando Villarreal | Banc of California Stadium, Los Angeles, Californie Spectateurs : 22 143 Arbitrage : Armando Villarreal |
| 1er septembre 2019 | Rapport        |         |                  | Banc of California Stadium, Los Angeles, Californie Spectateurs : 22 143 Arbitrage : Armando Villarreal | Banc of California Stadium, Los Angeles, Californie Spectateurs : 22 143 Arbitrage : Armando Villarreal |

| Match 29          | Dynamo de Houston       | 2 - 0   | Minnesota United |                                                                                    |                                                                                    |
| 11 septembre 2019 | Manotas 37e Ramirez 44e | (2 - 0) |                  | BBVA Compass Stadium, Houston, Texas Spectateurs : 13 166 Arbitrage : Timothy Ford | BBVA Compass Stadium, Houston, Texas Spectateurs : 13 166 Arbitrage : Timothy Ford |
| 11 septembre 2019 | Rapport                 |         |                  | BBVA Compass Stadium, Houston, Texas Spectateurs : 13 166 Arbitrage : Timothy Ford | BBVA Compass Stadium, Houston, Texas Spectateurs : 13 166 Arbitrage : Timothy Ford |

| Match 30     | Minnesota United            | 3 - 1   | Real Salt Lake |                                                                                       |                                                                                       |
| 14 août 2019 | Quintero 20e 51e Finlay 83e | (1 - 1) | 17e Rusnák     | Allianz Field, Saint Paul, Minnesota Spectateurs : 19 635 Arbitrage : Rosendo Mendoza | Allianz Field, Saint Paul, Minnesota Spectateurs : 19 635 Arbitrage : Rosendo Mendoza |
| 14 août 2019 | Rapport                     |         |                | Allianz Field, Saint Paul, Minnesota Spectateurs : 19 635 Arbitrage : Rosendo Mendoza | Allianz Field, Saint Paul, Minnesota Spectateurs : 19 635 Arbitrage : Rosendo Mendoza |

| Match 31          | Timbers de Portland | 0 - 0   | Minnesota United |                                                                                  |                                                                                  |
| 22 septembre 2019 |                     | (0 - 0) |                  | Providence Park, Portland, Oregon Spectateurs : 25 218 Arbitrage : Robert Sibiga | Providence Park, Portland, Oregon Spectateurs : 25 218 Arbitrage : Robert Sibiga |
| 22 septembre 2019 | Rapport             |         |                  | Providence Park, Portland, Oregon Spectateurs : 25 218 Arbitrage : Robert Sibiga | Providence Park, Portland, Oregon Spectateurs : 25 218 Arbitrage : Robert Sibiga |

| Match 32          | Minnesota United      | 2 - 1   | Sporting Kansas City |                                                                                     |                                                                                     |
| 25 septembre 2019 | Alonso 70e Dotson 90e | (0 - 1) | 7e Baráth            | Allianz Field, Saint Paul, Minnesota Spectateurs : 19 609 Arbitrage : Ismail Elfath | Allianz Field, Saint Paul, Minnesota Spectateurs : 19 609 Arbitrage : Ismail Elfath |
| 25 septembre 2019 | Rapport               |         |                      | Allianz Field, Saint Paul, Minnesota Spectateurs : 19 609 Arbitrage : Ismail Elfath | Allianz Field, Saint Paul, Minnesota Spectateurs : 19 609 Arbitrage : Ismail Elfath |

| Match 33          | Minnesota United | 1 - 1   | Los Angeles FC |                                                                                    |                                                                                    |
| 29 septembre 2019 | Boxall 75e       | (0 - 0) | 70e Vela       | Allianz Field, Saint Paul, Minnesota Spectateurs : 19 706 Arbitrage : Drew Fischer | Allianz Field, Saint Paul, Minnesota Spectateurs : 19 706 Arbitrage : Drew Fischer |
| 29 septembre 2019 | Rapport          |         |                | Allianz Field, Saint Paul, Minnesota Spectateurs : 19 706 Arbitrage : Drew Fischer | Allianz Field, Saint Paul, Minnesota Spectateurs : 19 706 Arbitrage : Drew Fischer |

| Match 34       | Sounders de Seattle | 1 - 0   | Minnesota United |                                                                                     |                                                                                     |
| 6 octobre 2019 | Torres 29e          | (1 - 0) |                  | CenturyLink Field, Seattle, Washington Spectateurs : 47 297 Arbitrage : Kevin Stott | CenturyLink Field, Seattle, Washington Spectateurs : 47 297 Arbitrage : Kevin Stott |
| 6 octobre 2019 | Rapport             |         |                  | CenturyLink Field, Seattle, Washington Spectateurs : 47 297 Arbitrage : Kevin Stott | CenturyLink Field, Seattle, Washington Spectateurs : 47 297 Arbitrage : Kevin Stott |

#### Classement
| Rang | Équipe                | Pts | J  | G  | N | P  | Bp | Bc | Diff |
| ---- | --------------------- | --- | -- | -- | - | -- | -- | -- | ---- |
| 1    | Los Angeles FC        | 72  | 34 | 21 | 9 | 4  | 85 | 37 | +48  |
| 2    | Sounders de Seattle   | 56  | 34 | 16 | 8 | 10 | 52 | 49 | +3   |
| 3    | Real Salt Lake        | 53  | 34 | 16 | 5 | 13 | 46 | 41 | +5   |
| 4    | Minnesota United      | 53  | 34 | 15 | 8 | 11 | 52 | 43 | +9   |
| 5    | Galaxy de Los Angeles | 51  | 34 | 16 | 3 | 15 | 58 | 59 | -1   |
| 6    | Timbers de Portland   | 49  | 34 | 14 | 7 | 13 | 52 | 49 | +3   |
| 7    | FC Dallas             | 48  | 34 | 13 | 9 | 12 | 54 | 46 | +8   |

### Séries éliminatoires
| Premier tour    | Minnesota United | 1 - 2   | Galaxy de Los Angeles      |                                                                                 |                                                                                 |
| 20 octobre 2019 | Greguš 87e       | (0 - 0) | 71e Lletget 75e dos Santos | Allianz Field, Saint Paul, Minnesota Spectateurs : 19 939 Arbitrage : Ted Unkel | Allianz Field, Saint Paul, Minnesota Spectateurs : 19 939 Arbitrage : Ted Unkel |
| 20 octobre 2019 | Rapport          |         |                            | Allianz Field, Saint Paul, Minnesota Spectateurs : 19 939 Arbitrage : Ted Unkel | Allianz Field, Saint Paul, Minnesota Spectateurs : 19 939 Arbitrage : Ted Unkel |

### US Open Cup
| Quatrième tour | Minnesota United                         | 4 - 1   | Sporting Kansas City |                                                                                         |                                                                                         |
| 12 juin 2019   | Rodríguez 2e Finlay 46e Quintero 55e 67e | (1 - 1) | 27e Gerso            | Allianz Field, Saint Paul, Minnesota Spectateurs : 7 211 Arbitrage : Guido Gonzales Jr. | Allianz Field, Saint Paul, Minnesota Spectateurs : 7 211 Arbitrage : Guido Gonzales Jr. |
| 12 juin 2019   | Rapport                                  |         |                      | Allianz Field, Saint Paul, Minnesota Spectateurs : 7 211 Arbitrage : Guido Gonzales Jr. | Allianz Field, Saint Paul, Minnesota Spectateurs : 7 211 Arbitrage : Guido Gonzales Jr. |

| Huitièmes de finale | Dynamo de Houston       | 2 - 3   | Minnesota United          |                                                                                    |                                                                                    |
| 18 juin 2018        | Peña 9e T. Martínez 37e | (2 - 0) | 66e 82e Quintero 89e Toye | BBVA Compass Stadium, Houston, Texas Spectateurs : 4 559 Arbitrage : Farhad Dadkho | BBVA Compass Stadium, Houston, Texas Spectateurs : 4 559 Arbitrage : Farhad Dadkho |
| 18 juin 2018        | Rapport                 |         |                           | BBVA Compass Stadium, Houston, Texas Spectateurs : 4 559 Arbitrage : Farhad Dadkho | BBVA Compass Stadium, Houston, Texas Spectateurs : 4 559 Arbitrage : Farhad Dadkho |

| Quarts de finale | Minnesota United                                         | 6 - 1   | New Mexico United |                                                                                    |                                                                                    |
| 10 juillet 2019  | Rodríguez 10e 18e 45e Quintero 16e Greguš 23e Ibarra 62e | (5 - 1) | 7e Moar           | Allianz Field, Saint Paul, Minnesota Spectateurs : 12 401 Arbitrage : Ramy Touchan | Allianz Field, Saint Paul, Minnesota Spectateurs : 12 401 Arbitrage : Ramy Touchan |
| 10 juillet 2019  | Rapport                                                  |         |                   | Allianz Field, Saint Paul, Minnesota Spectateurs : 12 401 Arbitrage : Ramy Touchan | Allianz Field, Saint Paul, Minnesota Spectateurs : 12 401 Arbitrage : Ramy Touchan |

| Demi-finales | Minnesota United             | 2 - 1   | Timbers de Portland |                                                                                     |                                                                                     |
| 7 août 2019  | Quintero 22e (pen.) Toye 64e | (1 - 1) | 45+2e Fernández     | Allianz Field, Saint Paul, Minnesota Spectateurs : 15 073 Arbitrage : Ismail Elfath | Allianz Field, Saint Paul, Minnesota Spectateurs : 15 073 Arbitrage : Ismail Elfath |
| 7 août 2019  | Rapport                      |         |                     | Allianz Field, Saint Paul, Minnesota Spectateurs : 15 073 Arbitrage : Ismail Elfath | Allianz Field, Saint Paul, Minnesota Spectateurs : 15 073 Arbitrage : Ismail Elfath |

| Finale       | Atlanta United                   | 2 - 1   | Minnesota United |                                                                                        |                                                                                        |
| 27 août 2019 | Gasper 10e (csc) P. Martínez 16e | (2 - 0) | 47e Lod          | Mercedes-Benz Stadium, Atlanta, Géorgie Spectateurs : 35 709 Arbitrage : Allen Chapman | Mercedes-Benz Stadium, Atlanta, Géorgie Spectateurs : 35 709 Arbitrage : Allen Chapman |
| 27 août 2019 | Rapport                          |         |                  | Mercedes-Benz Stadium, Atlanta, Géorgie Spectateurs : 35 709 Arbitrage : Allen Chapman | Mercedes-Benz Stadium, Atlanta, Géorgie Spectateurs : 35 709 Arbitrage : Allen Chapman |

## Joueurs et encadrement technique

### Joueurs prêtés
| N° | Nat. | Nom                | Club en prêt           | Compétition      | Championnat | Championnat | Championnat    | Championnat | Championnat  | Séries éliminatoires | Séries éliminatoires | Séries éliminatoires | Séries éliminatoires | Séries éliminatoires | Coupes nationales | Coupes nationales | Coupes nationales | Coupes nationales | Coupes nationales | Total | Total       | Total          | Total  | Total        |
| N° | Nat. | Nom                | Club en prêt           | Compétition      | MJ          | But inscrit | Passe décisive | Averti      | Carton rouge | MJ                   | But inscrit          | Passe décisive       | Averti               | Carton rouge         | MJ                | But inscrit       | Passe décisive    | Averti            | Carton rouge      | MJ    | But inscrit | Passe décisive | Averti | Carton rouge |
| -- | ---- | ------------------ | ---------------------- | ---------------- | ----------- | ----------- | -------------- | ----------- | ------------ | -------------------- | -------------------- | -------------------- | -------------------- | -------------------- | ----------------- | ----------------- | ----------------- | ----------------- | ----------------- | ----- | ----------- | -------------- | ------ | ------------ |
| 2  |      | Carter Manley      | Forward Madison        | USL League One   | 19          | 1           | 0              | 1           | 0            | 1                    | 0                    | 0                    | 0                    | 0                    | -                 | -                 | -                 | -                 | -                 | 20    | 1           | 0              | 1      | 0            |
| 11 |      | Romario Ibarra     | CF Pachuca             | Liga MX          | 16          | 4           | 1              | 0           | 0            | -                    | -                    | -                    | -                    | -                    | 2                 | 1                 | 0                 | 0                 | 0                 | 18    | 5           | 1              | 0      | 0            |
| 17 |      | Collin Martin      | Athletic de Hartford   | USL Championship | 7           | 0           | 0              | 2           | 0            | -                    | -                    | -                    | -                    | -                    | -                 | -                 | -                 | -                 | -                 | 7     | 0           | 0              | 2      | 0            |
| 22 |      | Wyatt Omsberg      | Forward Madison        | USL League One   | 14          | 0           | 0              | 2           | 0            | 1                    | 0                    | 0                    | 0                    | 0                    | -                 | -                 | -                 | -                 | -                 | 15    | 0           | 0              | 2      | 0            |
| 23 |      | Mason Toye         | Forward Madison        | USL League One   | 7           | 0           | 0              | 1           | 0            | -                    | -                    | -                    | -                    | -                    | -                 | -                 | -                 | -                 | -                 | 7     | 0           | 0              | 1      | 0            |
| 33 |      | Bobby Shuttleworth | Republic de Sacramento | USL Championship | 12          | -17         | 0              | 2           | 0            | 3                    | -5                   | 0                    | 0                    | 0                    | -                 | -                 | -                 | -                 | -                 | 15    | -22         | 0              | 2      | 0            |
| 97 |      | Dayne St. Clair    | Forward Madison        | USL League One   | 5           | -4          | 0              | 0           | 0            | -                    | -                    | -                    | -                    | -                    | -                 | -                 | -                 | -                 | -                 | 5     | -4          | 0              | 0      | 0            |
| 99 |      | Abu Danladi        | Forward Madison        | USL League One   | 1           | 0           | 0              | 0           | 0            | -                    | -                    | -                    | -                    | -                    | -                 | -                 | -                 | -                 | -                 | 1     | 0           | 0              | 0      | 0            |
|    |      | Ally Ng'anzi       | Forward Madison        | USL League One   | 3           | 0           | 0              | 1           | 0            | -                    | -                    | -                    | -                    | -                    | 1                 | 0                 | 0                 | 1                 | 0                 | 4     | 0           | 0              | 2      | 0            |

### Joueurs étrangers
La ligue fournit huit places de joueurs étrangers à chaque équipe. Le 7 février 2019, le Minnesota United vend leur huitième place au Fire de Chicago contre 125 000 $ d'allocation générale et 75 000 $ d'allocation ciblée. Le 6 août, le Minnesota United achète une huitième place au D.C. United contre 50 000 $ d'allocation générale.
| Place | Joueur           | Nationalité      |
| ----- | ---------------- | ---------------- |
| 1     | Michael Boxall   | Nouvelle-Zélande |
| 2     | Thomás Chacón    | Uruguay          |
| 3     | Ján Greguš       | Slovaquie        |
| 4     | Robin Lod        | Finlande         |
| 5     | Vito Mannone     | Italie           |
| 6     | Romain Métanire  | Madagascar       |
| 7     | Wilfried Moimbé  | France           |
| 8     | Ángelo Rodríguez | Colombie         |

## Statistiques

### Statistiques collectives
| Compétition          | Débute au tour | Termine      | Matches joués | Gagnés | Nuls | Perdus | Buts pour | Buts contre | Différence |
| -------------------- | -------------- | ------------ | ------------- | ------ | ---- | ------ | --------- | ----------- | ---------- |
| Major League Soccer  | —              | —            | 34            | 15     | 8    | 11     | 52        | 43          | +9         |
| Séries éliminatoires | Premier tour   | Premier tour | 1             | 0      | 0    | 1      | 1         | 2           | -1         |
| US Open Cup          | Quatrième tour | Finale       | 5             | 4      | 0    | 1      | 16        | 7           | +9         |
| Total                | —              | —            | 40            | 19     | 8    | 13     | 69        | 52          | +17        |

### Statistiques individuelles
| Numéro | Nat. | Nom          | Championnat | Championnat | Championnat    | Championnat | Championnat  | Séries éliminatoires | Séries éliminatoires | Séries éliminatoires | Séries éliminatoires | Séries éliminatoires | US Open Cup | US Open Cup | US Open Cup    | US Open Cup | US Open Cup  | Total | Total       | Total          | Total  | Total        |
| Numéro | Nat. | Nom          | MJ          | But inscrit | Passe décisive | Averti      | Carton rouge | MJ                   | But inscrit          | Passe décisive       | Averti               | Carton rouge         | MJ          | But inscrit | Passe décisive | Averti      | Carton rouge | MJ    | But inscrit | Passe décisive | Averti | Carton rouge |
| ------ | ---- | ------------ | ----------- | ----------- | -------------- | ----------- | ------------ | -------------------- | -------------------- | -------------------- | -------------------- | -------------------- | ----------- | ----------- | -------------- | ----------- | ------------ | ----- | ----------- | -------------- | ------ | ------------ |
| 1      |      | Mannone      | 34          | -43         | 0              | 0           | 0            | 1                    | -2                   | 0                    | 0                    | 0                    | 5           | -7          | 0              | 0           | 0            | 40    | -52         | 0              | 0      | 0            |
| 2      |      | Manley       | 1           | 0           | 0              | 0           | 0            | 0                    | 0                    | 0                    | 0                    | 0                    | 1           | 0           | 0              | 0           | 0            | 2     | 0           | 0              | 0      | 0            |
| 3      |      | Opara        | 30          | 3           | 1              | 4           | 0            | 1                    | 0                    | 0                    | 0                    | 0                    | 4           | 0           | 0              | 1           | 0            | 35    | 3           | 1              | 5      | 0            |
| 4      |      | Miller       | 6           | 0           | 0              | 0           | 0            | 0                    | 0                    | 0                    | 0                    | 0                    | 3           | 0           | 0              | 0           | 0            | 9     | 0           | 0              | 0      | 0            |
| 5      |      | Calvo        | 7           | 1           | 0              | 3           | 1            | 0                    | 0                    | 0                    | 0                    | 0                    | 0           | 0           | 0              | 0           | 0            | 7     | 1           | 0              | 3      | 1            |
| 6      |      | Alonso       | 27          | 2           | 1              | 4           | 0            | 1                    | 0                    | 0                    | 1                    | 0                    | 3           | 0           | 0              | 1           | 0            | 31    | 2           | 1              | 6      | 0            |
| 7      |      | Molino       | 17          | 3           | 4              | 1           | 0            | 1                    | 0                    | 0                    | 0                    | 0                    | 3           | 0           | 2              | 0           | 0            | 21    | 3           | 6              | 1      | 0            |
| 8      |      | Greguš       | 30          | 1           | 12             | 4           | 1            | 1                    | 1                    | 0                    | 0                    | 0                    | 4           | 1           | 1              | 1           | 0            | 35    | 3           | 13             | 5      | 1            |
| 9      |      | Rodríguez    | 28          | 5           | 2              | 2           | 0            | 1                    | 0                    | 0                    | 0                    | 0                    | 3           | 4           | 3              | 0           | 0            | 32    | 9           | 5              | 2      | 0            |
| 10     |      | M. Ibarra    | 22          | 1           | 2              | 4           | 0            | 0                    | 0                    | 0                    | 0                    | 0                    | 2           | 1           | 1              | 0           | 0            | 24    | 2           | 3              | 4      | 0            |
| 11     |      | Chacón       | 2           | 0           | 0              | 0           | 0            | 0                    | 0                    | 0                    | 0                    | 0                    | 0           | 0           | 0              | 0           | 0            | 2     | 0           | 0              | 0      | 0            |
| 11     |      | R. Ibarra    | 8           | 2           | 1              | 1           | 0            | 0                    | 0                    | 0                    | 0                    | 0                    | 0           | 0           | 0              | 0           | 0            | 8     | 2           | 1              | 1      | 0            |
| 12     |      | Olum         | 10          | 0           | 1              | 0           | 0            | 0                    | 0                    | 0                    | 0                    | 0                    | 2           | 0           | 0              | 2           | 0            | 12    | 0           | 1              | 2      | 0            |
| 13     |      | Finlay       | 33          | 7           | 3              | 3           | 0            | 1                    | 0                    | 0                    | 0                    | 0                    | 5           | 1           | 1              | 0           | 0            | 39    | 8           | 4              | 3      | 0            |
| 14     |      | Kallman      | 16          | 0           | 1              | 2           | 0            | 0                    | 0                    | 0                    | 0                    | 0                    | 0           | 0           | 0              | 0           | 0            | 16    | 0           | 1              | 0      | 0            |
| 15     |      | Boxall       | 29          | 2           | 0              | 3           | 0            | 1                    | 0                    | 0                    | 0                    | 0                    | 5           | 0           | 0              | 2           | 0            | 35    | 2           | 0              | 5      | 0            |
| 16     |      | Lod          | 10          | 0           | 0              | 0           | 0            | 1                    | 0                    | 0                    | 0                    | 0                    | 2           | 1           | 0              | 0           | 0            | 13    | 1           | 0              | 0      | 0            |
| 17     |      | Martin       | 3           | 0           | 1              | 0           | 0            | 0                    | 0                    | 0                    | 0                    | 0                    | 1           | 0           | 0              | 1           | 0            | 4     | 0           | 1              | 1      | 0            |
| 19     |      | Métanire     | 27          | 1           | 7              | 5           | 0            | 1                    | 0                    | 0                    | 0                    | 0                    | 2           | 0           | 0              | 0           | 0            | 30    | 1           | 7              | 5      | 0            |
| 20     |      | Schüller     | 15          | 0           | 0              | 1           | 0            | 0                    | 0                    | 0                    | 0                    | 0                    | 0           | 0           | 0              | 0           | 0            | 15    | 0           | 0              | 1      | 0            |
| 22     |      | Omsberg      | 0           | 0           | 0              | 0           | 0            | 0                    | 0                    | 0                    | 0                    | 0                    | 1           | 0           | 0              | 0           | 0            | 1     | 0           | 0              | 0      | 0            |
| 23     |      | Toye         | 17          | 6           | 3              | 2           | 1            | 1                    | 0                    | 0                    | 0                    | 0                    | 5           | 2           | 0              | 0           | 0            | 23    | 8           | 3              | 2      | 1            |
| 25     |      | Quintero     | 30          | 10          | 5              | 5           | 0            | 1                    | 0                    | 0                    | 0                    | 0                    | 5           | 6           | 1              | 0           | 0            | 36    | 16          | 6              | 5      | 0            |
| 31     |      | Dotson       | 24          | 4           | 0              | 2           | 0            | 0                    | 0                    | 0                    | 0                    | 0                    | 5           | 0           | 2              | 2           | 0            | 29    | 4           | 2              | 4      | 0            |
| 33     |      | Shuttleworth | 0           | 0           | 0              | 0           | 0            | 0                    | 0                    | 0                    | 0                    | 0                    | 0           | 0           | 0              | 0           | 0            | 0     | 0           | 0              | 0      | 0            |
| 77     |      | Gasper       | 15          | 0           | 0              | 6           | 1            | 1                    | 0                    | 0                    | 0                    | 0                    | 5           | 0           | 0              | 1           | 0            | 21    | 0           | 0              | 7      | 1            |
| 86     |      | Moimbé       | 4           | 0           | 0              | 0           | 0            | 0                    | 0                    | 0                    | 0                    | 0                    | 0           | 0           | 0              | 0           | 0            | 4     | 0           | 0              | 0      | 0            |
| 97     |      | St. Clair    | 0           | 0           | 0              | 0           | 0            | 0                    | 0                    | 0                    | 0                    | 0                    | 0           | 0           | 0              | 0           | 0            | 0     | 0           | 0              | 0      | 0            |
| 99     |      | Danladi      | 24          | 2           | 2              | 3           | 0            | 1                    | 0                    | 0                    | 0                    | 0                    | 2           | 0           | 0              | 0           | 0            | 27    | 2           | 2              | 3      | 0            |

## Affluence
Affluence du Minnesota United à domicile